# Konstglastekniker
Konstglas kan framställas med olika metoder och tekniker:

## Nätglas och trådglas

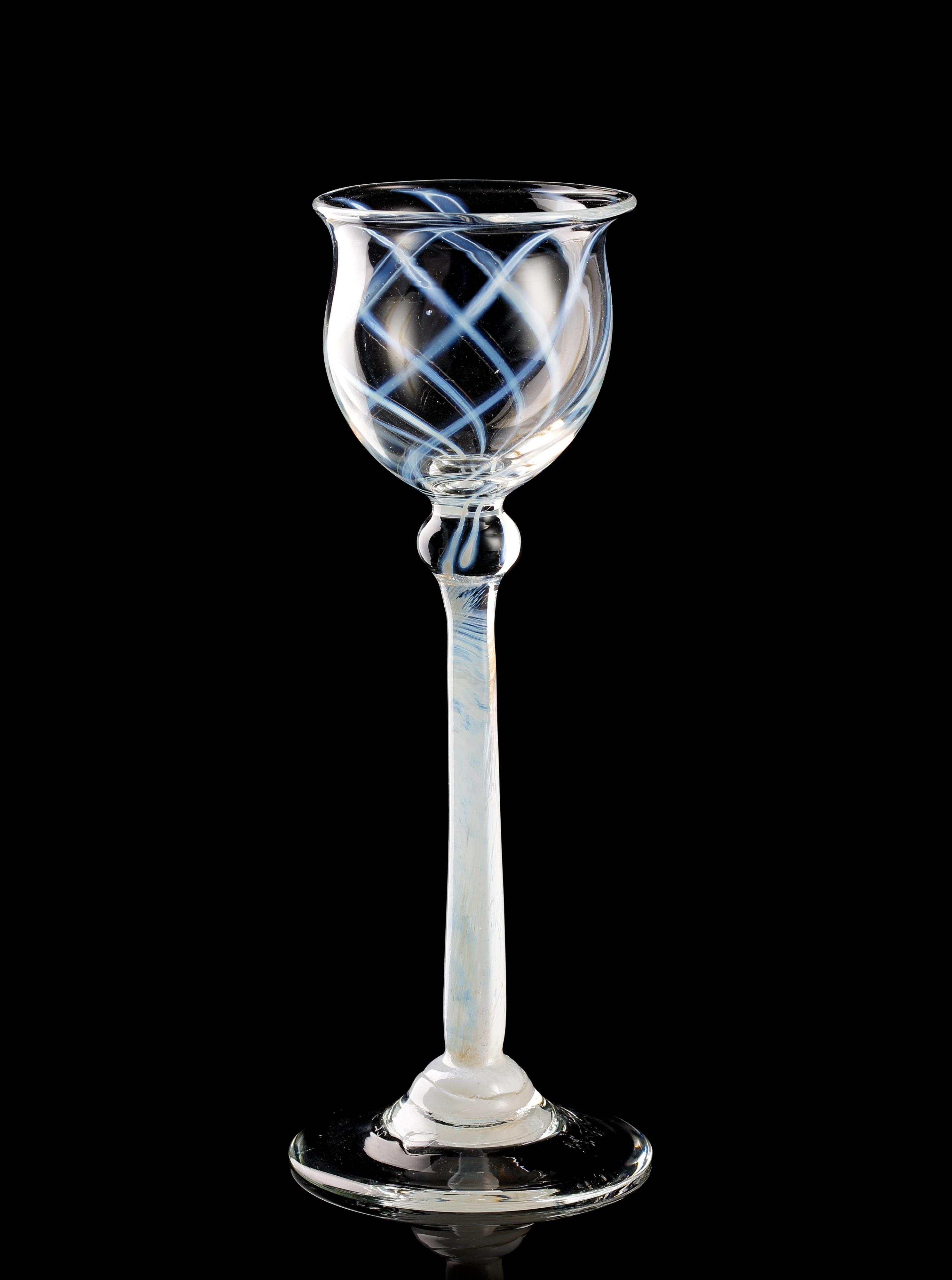
Vinglas i trådglasteknik av Ulla Forsell 1979

Nätglas tillverkas genom att trådar av färgad glasmassa i äldre tid oftast mjölkglas infärgat med tennoxid infogas i glasmassan.
Mjölkglaset fångas upp på punteln och rullas till ett tunt rör, varpå det doppas i färglös glasmassa, och dras ut till en smal tråd av några millimeters tjocklek. Trådarna placeras därefter i en lercylinder omväxlande med trådar i klarglas, för att skapa det mönster man önskar, varpå cylindern fylls med klarglas, och sedan upphettas och på nytt dras ut till en tunn tråd samtidigt som den vrids. Trädarna placeras därefter åter i en cylinder, och de föremål i klarglas som önskas dekoreras placeras upphettat i cylindern, varpå trådarna fastnar på föremålets yta och smältersamman med denna vid ytterligare blåsning. Genom blåsning och utvidgning av föremålet plattas glastrådarna ut och deras spiralformade mönster framträder.
Vid tillverkning av nätglas sveps varma tunna färgade glastrådar i ett ränder över en glasblåsa så att de fastnar men inte fullständigt förenas med glasmassan utan bildar ett svagt ribbmönster på ytan. Glasblåsan blåses sedan och vrids så att trådarna kommer att ligga i spiral. En blåsa av samma storlek tillverkades därefter men med vridning åt andra hållet. Den varma glasmassan i dem skars upp och de lades över varandra så att ett nät bildades. De gjordes därefter åter till en blåsa och kärlet formades av massan.
Nätglas och trådglastekniken var särskilt omhuldad i Venedig, särskilt under 1500- till 1800-talet.

## Överfångsglas

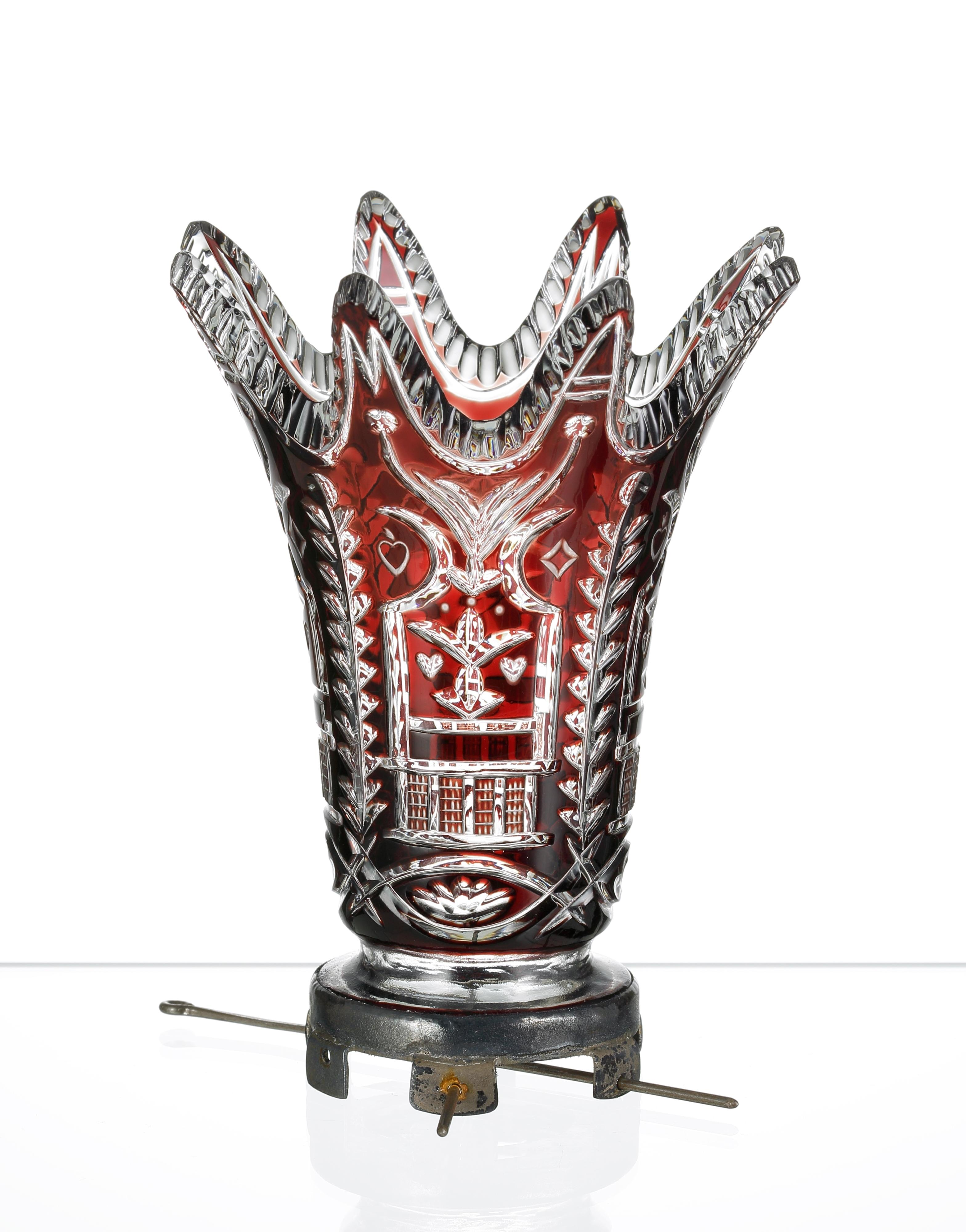
Brudkrona av slipat överfångsglas och silver av Edward Hald

Tekniken till överfångsglas fanns redan under antiken och i orientalisk glaskonst. Vid framställning av överfångsglas överdras en ofärgad glaskärna med ett eller flera glasskikt i andra färger. Genom slipning och/eller etsning avlägsnas de olika skikten delvis och ett reliefmönster i olika färger uppstår.
Enligt den äldsta metoden fångade man först det ofärgade glaset i en degel och det färgade glaset fångades an däröver från en annan degel. Denna metod hade den nackdelen att överskiktet blev för tjockt för att etsa. I äldre tider gjorde man överskiktet tunnare med en stöpningsmetod. I Sverige tog man fram en enklare metod: överdrivningsmetoden som man började använda på Kosta glasbruk vid början av 1890-talet. Därvid blåser man två jämnstora kulor där färgen ligger som underfång i den ena. Som underfång har en liten färgtapp klippts på pipan och blåsts ut innan man fångat an klarglas däröver. De båda kulorna sätts ihop och den med underfång knackas loss från sin pipa. Man värmer in, öppnar och kränger den sedan över den andra kulan. Där ligger då färgen överst och man blåser så upp samt puntlar, klipper och driver ut det avsedda glasföremålet. Färgen ligger överst i ett tunt skikt och i avsvalnat tillstånd kan man bearbeta glaset med etsning och så vidare.
I Sverige användes överfångsglas gärna under jugendepoken och formgavs av bland andra Ferdinand Boberg, Alf Wallander och Gunnar G:son Wennerberg. En vidareutveckling av överfångsglaset är graalglas och arielglas som togs fram vid Orrefors glasbruk 1916 resp. 1936/37.

## Graal

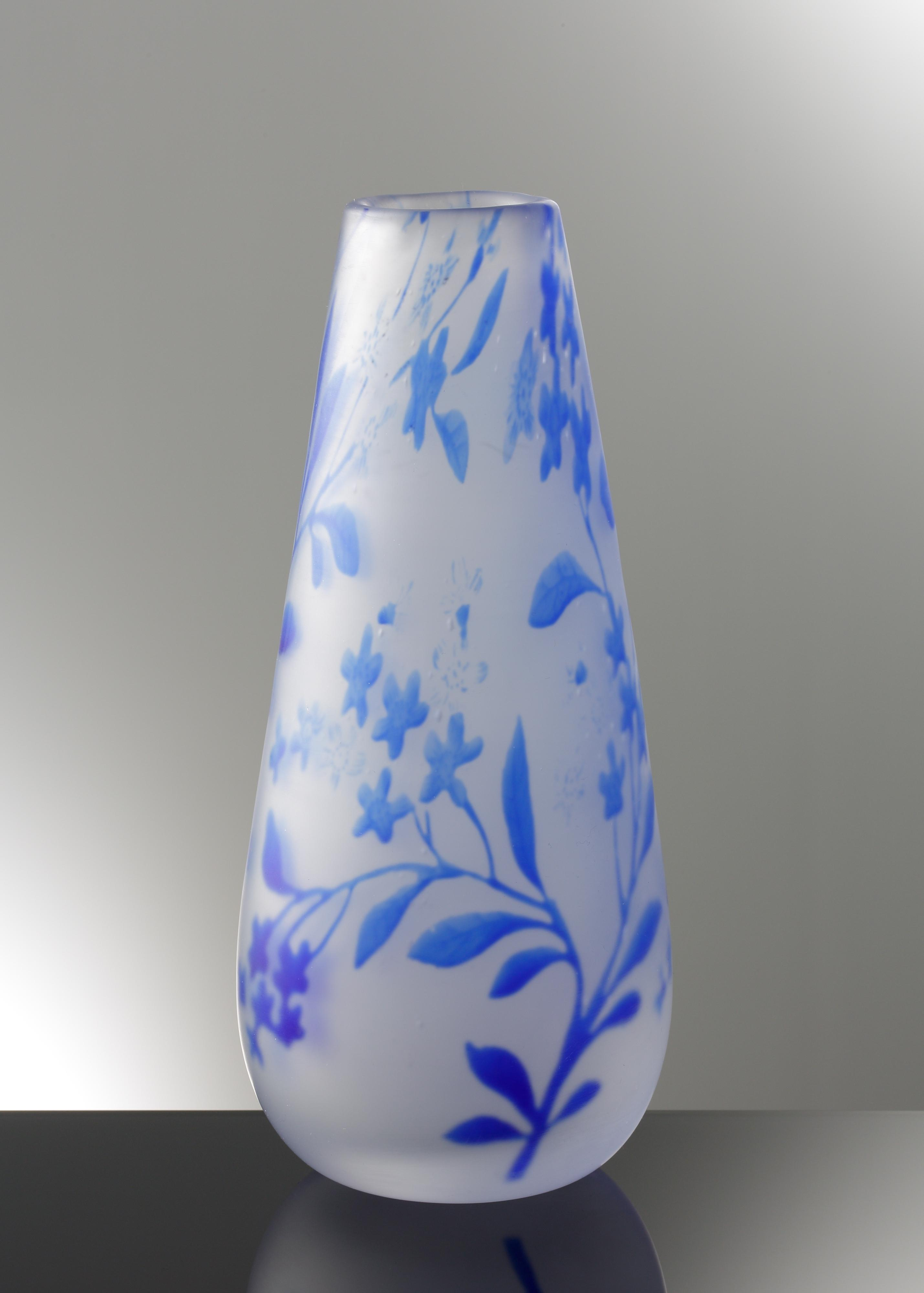
Graal Orrefors KB - HW No 1
hyttarbete utfört av Knut Bergqvist, formgiven av Simon Gate och mönstermakare Heinrich Wollman, 1916.

Graal kommer från latinets gradalis, som betyder skål, pokal. Denna teknik är en vidareutveckling av överfångsglas, som innebär att ett så kallat ämne (en liten glaspost) dras över med ett eller flera skikt av färgat glas. Efter avkylningen etsas, graveras, slipas eller blästras dekoren av olika mönster. Sedan lämnar man tillbaka ämnet till hyttan för att genom upprepad invärmning, påläggning av klarglas och uppblåsning, få den slutgiltiga formen. Motivet förändrar sin ursprungliga storlek och form och verkar liksom sväva inuti glaset.
Experiment av glasblåsarmästaren Knut Bergqvist sommaren 1916 vid Orrefors glasbruk ledde fram till denna teknik. Från 1917 designade konstnären Simon Gate och senare samma år även konstnären Edward Hald glas i denna teknik. De tunnväggiga graalglasen blev då något av ett signum för Orrefors glasbruk. Man hade i början problem med att genometsa färglagren, och med luftblåsor i mönstren när skikten blev för tjocka, vilket gav upphov till arieltekniken. Knut Bergqvist löste dessa problem genom att ta fram en speciell överdrivningsmetod för att kränga tunna färgskikt över varandra. Mykene, ariel, kraka och slipgraal är exempel på vidareutvecklingar av graaltekniken.
Namnet hämtades från Gustaf Frödings dikt Sagan om gral och anknyter till myten om den heliga Graal i medeltida riddarsagor. Graalen är den heliga skål, som Jesus använde vid instiftandet av nattvarden och i vilken Josef av Arimataia enligt de medeltida legenderna skulle ha samlat Jesu blod vid korsfästelsen. Det skulle ha skett ett under och blodet blev inneslutet i graalen. Disponent Ahlin på Orrefors ville hösten 1916 ha ett slagkrafitgt varunamn på den nya tekniken och hämtade namnet graal från dessa legender. Han ansåg nämligen att det mönster som låg inneslutet i dessa Orreforsglas gav associationer till Kristi blod i den Heliga graal - eller egentligen påminnande om gralens vin "som är vordet rubin" enligt Frödings framställning.

## Ariel

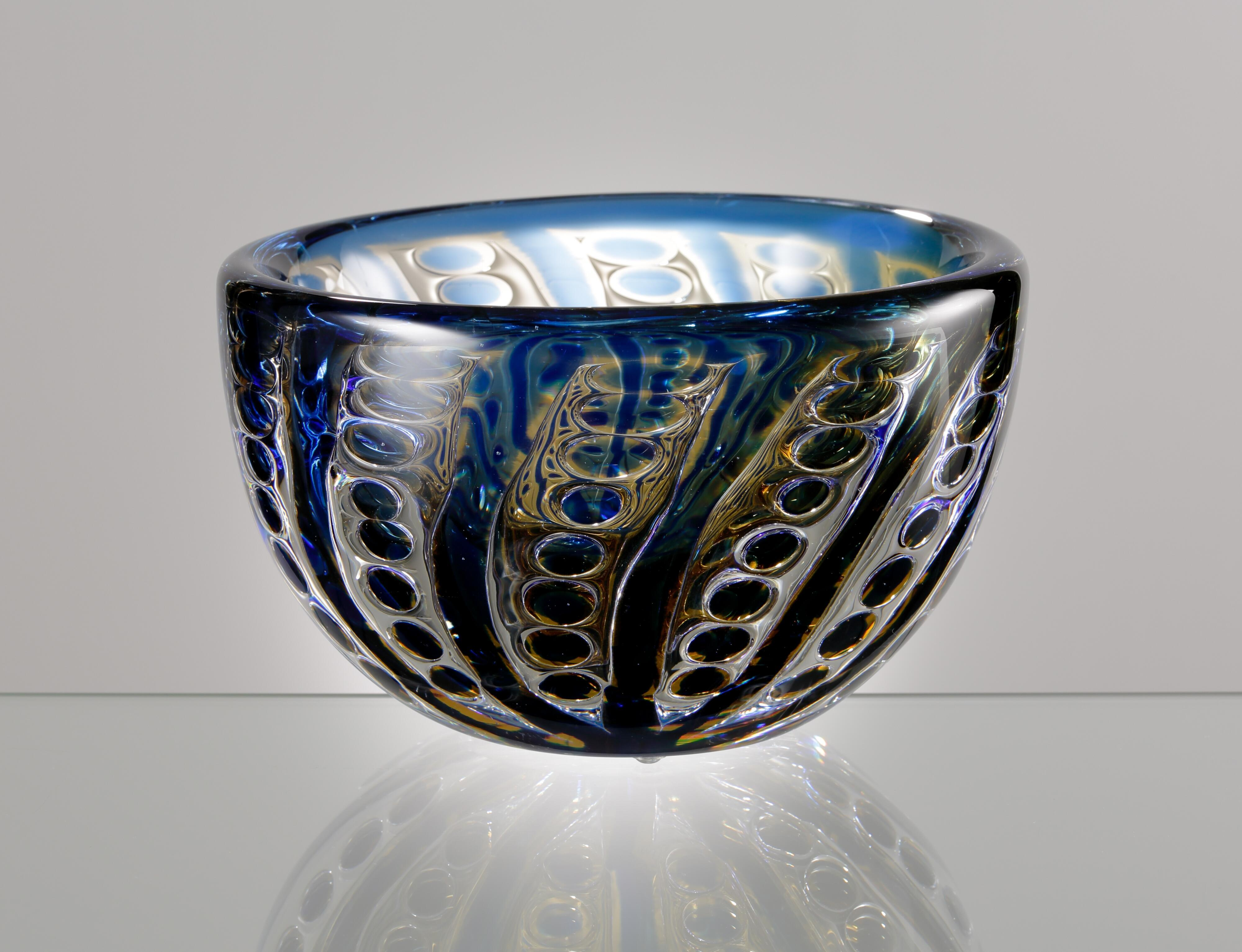
Glasskål i Arielteknik av Edvin Öhrström för Orrefors 1950

Ariel är ett konstglas som utvecklats ur graaltekniken. I arieltekniken bearbetas ett glasämne bestående av flera lager olika färgskikt i överfångsglas på ytan. Mönstret ligger som sandblästrade eller slipade/graverade fördjupningar i färgskikten. Sedan blir glaset uppvärmt igen och fästs vid glasblåsarpipan samt dras över med ett lager klarglas. Därvid stängs luftblåsor i fördjupningarna – luftanden Ariel. Glaset blåses upp och ges sin slutliga form vid mästarstolen. Resultatet karakteriseras av att förutom mönster i olika färger ingår olikformade luftblåsor som bildar formationer runt de färgade mönstren. Namnet kommer från Ariel, luftanden i Shakespeares Stormen; Vicke Lindstrands dåvarande hustru medverkade vid denna tid i en uppsättning av pjäsen.
Märta Holkers hävdar i sin bok Edvin Öhrström – Skulptör i glas, att det var Edvin Öhrström som i samarbete med glasblåsarmästaren Gustaf Bergqvist på Orrefors glasbruk arbetade fram de första arielglasen. Det första arielglaset gjordes på nyåret 1937. Andra uppgifter visar på att Vicke Lindstrand var först. Lindstrand lämnade Orrefors 1940 och därefter var Öhrström den som blev mest känd som formgivare av Ariel-glas.
Redan 1916 upptäckte Knut Bergqvist att det blev luftblåsor i hans Graal nr 1. Han utvecklade då sin graalmetod så att dessa blåsor kunde undvikas. Vid de experiment med fiskgraal som glaskonstnären Edward Hald och mästerblåsaren Gustaf Bergkvist gjorde på Orrefors 1936 gjordes ett par graalar med luftblåsor. De finns i Agners Hellners samling av Orreforsglas vid Stockholms Universitet och har nummer 95 och 97 i samlingen. Den första av dem är signerad ”Orrefors 1936 12 sept.” och i Agnes Hellners kortkatalog anges: ”Ariel (Fisk-Graal-typ)”. Dessa experimentvaser är dock inte signerade som ariel och man har inte i dem fullt ut utnyttjat arielteknikens möjligheter, där luftblåsorna är ett markant inslag i mönsterformgivningen.

## Kraka

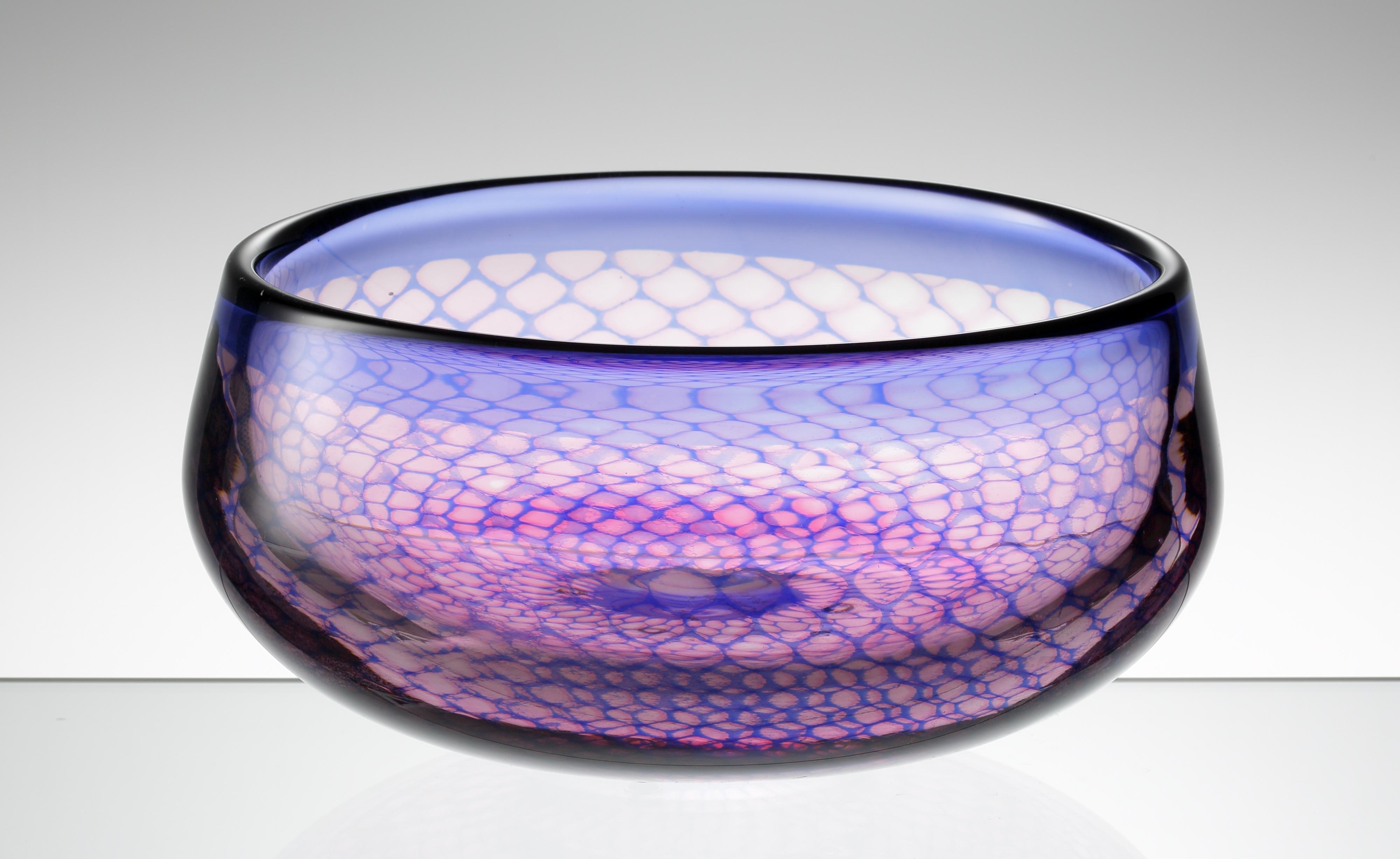
Glasskål i Kraka-teknik av Sven Palmqvist

Med kraka dras ett nät över en post (glasämne) med överfångsglas och sandblästras. Därefter dras ett lager med klarglas över och små luftbubblor inkapslas i fördjupningarna efter nätet. Krakatekniken presenterades 1944 av glaskonstnären Sven Palmqvist på Orrefors glasbruk som en vidareutveckling av graalglaset.
Namnet kommer från vikingasagan om Ragnar Lodbrok och Kraka, som kom insvept i ett fisknät när hon varken fick vara påklädd eller naken.

## Fuga

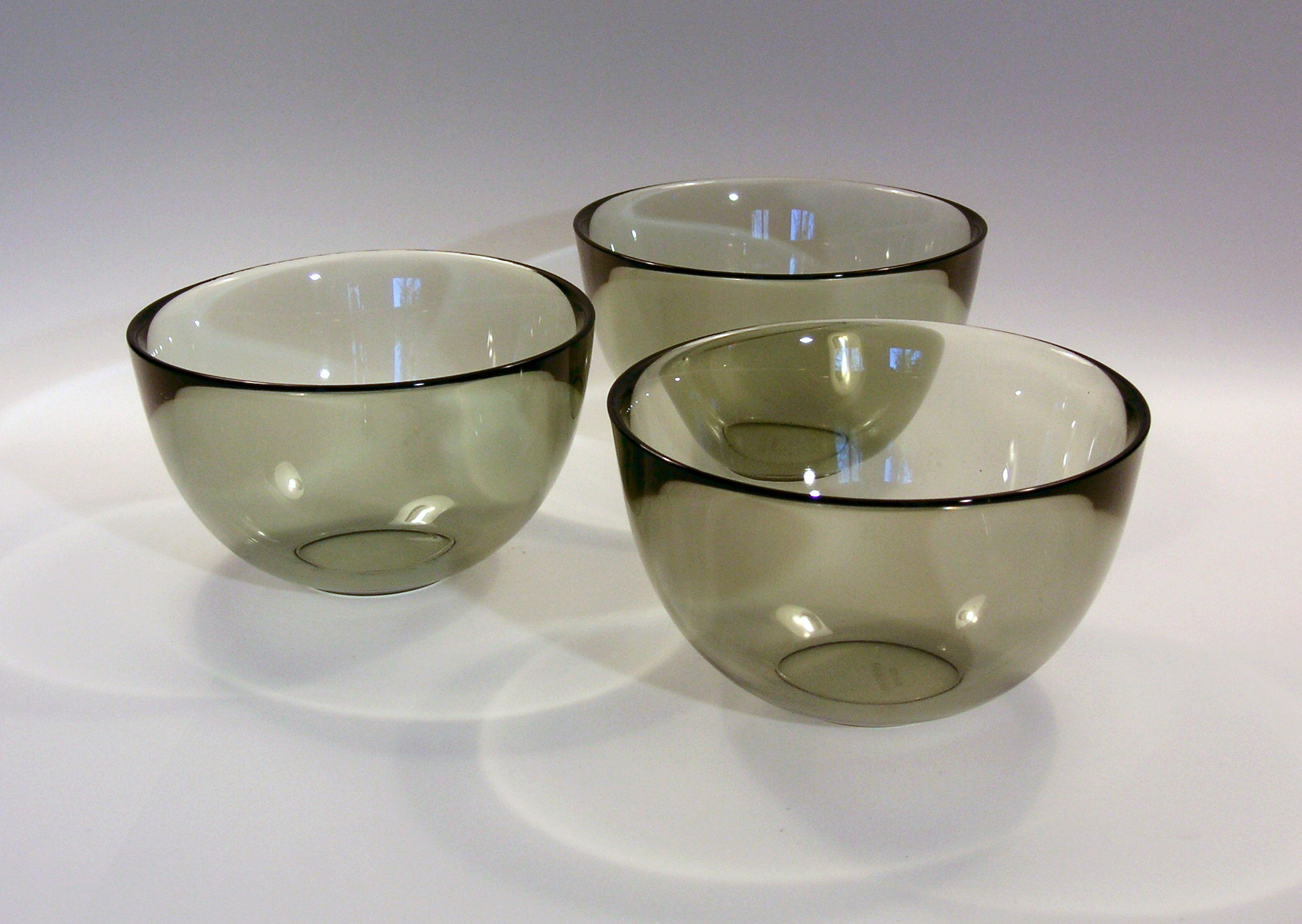
Skålar i serien Fuga av Sven Palmqvist

Fuga är en serie bruksföremål i glas formgivna av Sven Palmqvist för Orrefors glasbruk som presenterades första gången 1954. Fugaserien innehåller främst tre grundformer, alla i olika storlekar. I serien ingick förutom skålarna även assietter, askfat och cigarettbägare. De tillverkades i klarglas, rött, blått och rökgrått. Namnet har de fått efter den teknik som skålarna producerades i, där glasmassan centrifugeras i sina formar (fuga betyder ’flykt’ på latin).
Det sägs att Palmqvist fick idén till tekniken efter en studieresa till Tjeckoslovakien 1934, då han fick se hur grädde skildes från mjölk genom att slungas ut mot väggarna i en behållare under snabb rotation. Det dröjde dock till 1943 innan hans idé kom att prövas och den första patentansökan gjordes. Det riktigt stora genombrottet fick fugatekniken under H55-utställningen och två år senare fick den det prestigefyllda priset Grand Prix vid triennalen i Milano.

## Ravenna

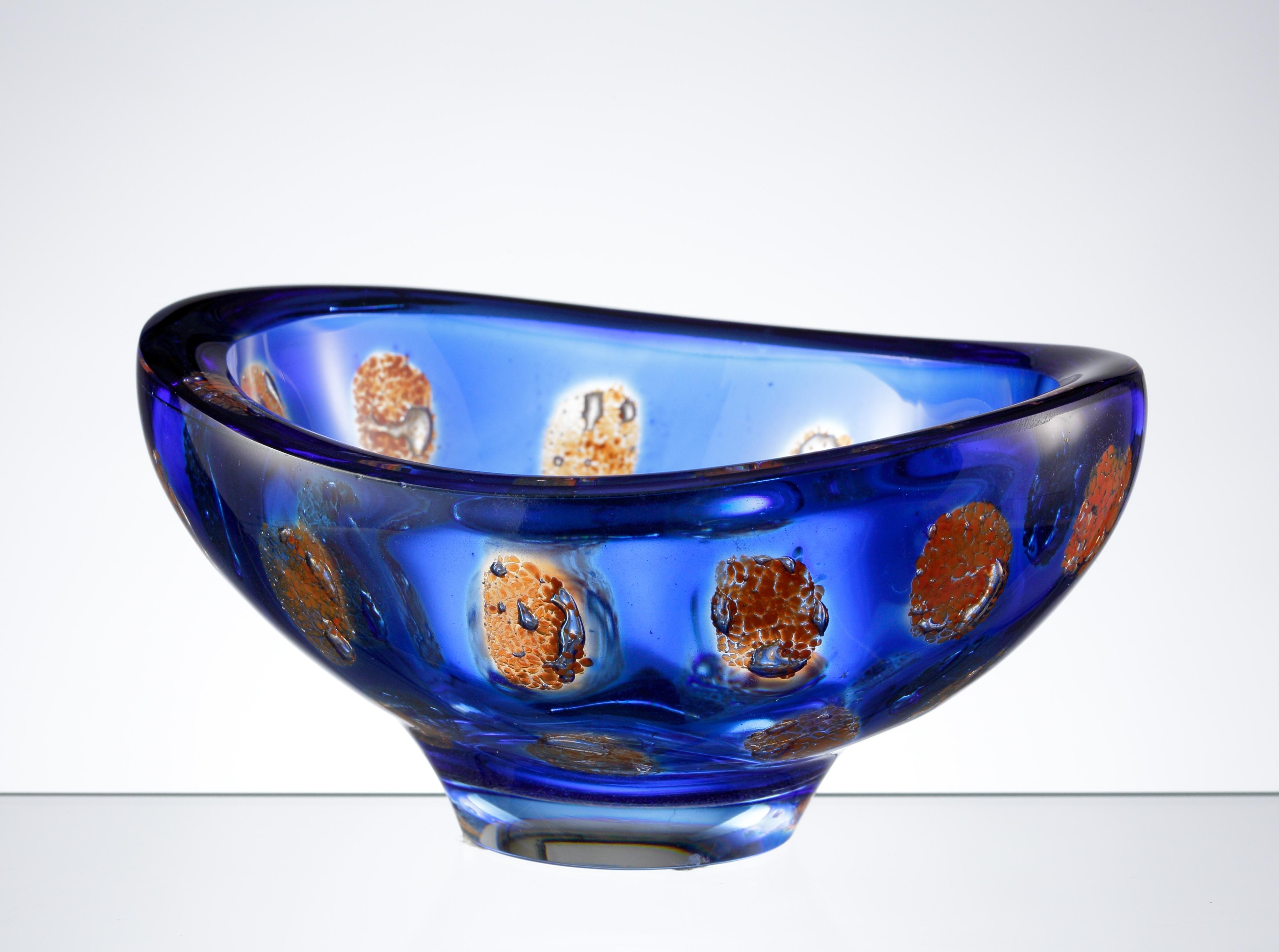
Ravenna-skål designad av Sven Palmqvist 1975

Ravenna är ett rutmönstrat konstglas som påminner om medeltida färgrika katedralfönster. Tekniken bygger på att ett mönster framslipas på en färgad glasplatta. Däröver läggs glaskross eller glaspulver, sedan blåses ett tunt skikt klarglas ovanpå. Metoden utarbetades 1948 av Sven Palmqvist efter ett besök i Ravenna i Italien.